# كمال مصطفى
كمال مصطفى (بالسويدية: Kamal Mustafa)‏ (22 يوليو 1991 بالسويد - ) هو لاعب كرة قدم سويدي في مركز الوسط. شارك مع منتخب السويد تحت 17 سنة لكرة القدم ومنتخب السويد تحت 19 سنة لكرة القدم. أما مع النوادي، فقد لعب مع نادي غوتبورغ وQviding FIF ‏.

## وصلات خارجية
- كمال مصطفى على موقع اتحاد السويد (السويدية)
- كمال مصطفى على موقع قاعدة بيانات كرة القدم.إي يو (الإنجليزية)
- كمال مصطفى على موقع Soccerway.com (الإنجليزية)